# Mostovskoj
Mostovskoj è una cittadina della Russia europea meridionale, situata nel Territorio di Krasnodar; appartiene amministrativamente al rajon Mostovskij, del quale è il capoluogo e il maggiore centro abitato.